# Brabira costimacula
Brabira costimacula är en fjärilsart som beskrevs av Alfred Ernest Wileman 1915. Brabira costimacula ingår i släktet Brabira och familjen mätare. Inga underarter finns listade i Catalogue of Life.